# Iglesia de Kilmalkedar
La iglesia de Kilmalkedar está situada en las proximidades de Dingle en el condado de Kerry en Irlanda.
En el siglo XII se fundó en este lugar un complejo monástico del cual la iglesia es uno de los pocos restos que se conservan. Destaca en la iglesia la portada principal de origen románico que posee un tímpano en el que se representan una cabeza humana y un animal mitológico. La iglesia posee otros restos como son una piedra perforada y un reloj de sol.
Cercana a la iglesia está situada la casa de San Brendan que según la leyenda fue morada del santo en la época medieval.
En la iglesia apareció la piedra conocida como Alphabet' stone, en la que aparece tallado un abecedario de los primeros tiempos de los cristianos.